# AIM–120 AMRAAM
Az AIM–120 Slammer, elterjedtebb, a fejlesztés alatt használt betűszavas nevén AMRAAM (Advanced Medium Range Air to Air Missile, azaz „fejlett közép-hatótávolságú levegő-levegő rakéta”) közép-hatótávolságú, aktív lokátoros önirányítású légiharc-rakéta, melyet az Egyesült Államokban a Hughes Aircraft fejlesztett ki az 1980-as évek elejére, a korábban alkalmazott AIM–7 Sparrow rakéták leváltására. Számos vadászrepülőgép, többek között a Magyar Honvédség JAS 39 Gripenjeinek fő fedélzeti fegyvere.

## A program története

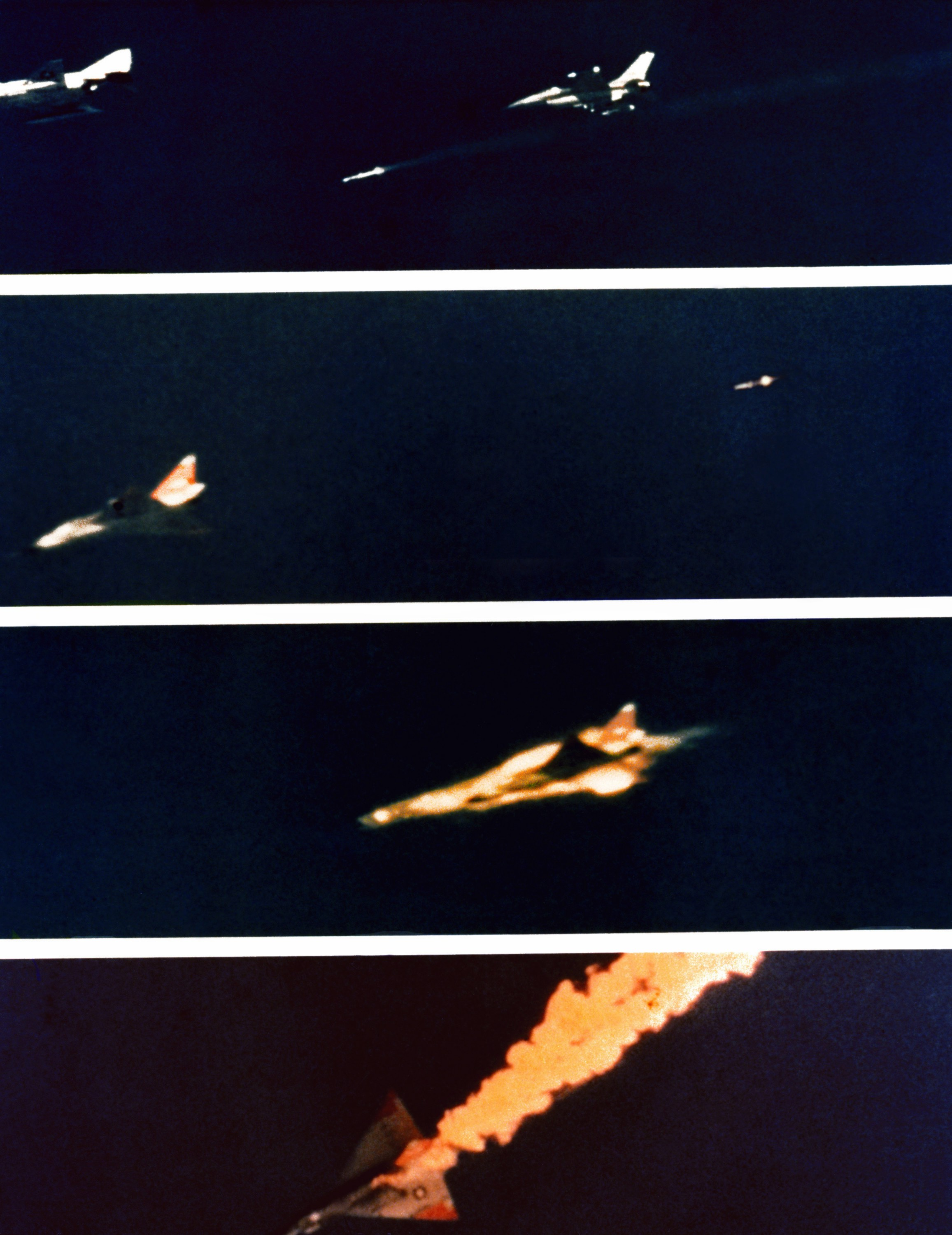
Az AMRAAM első lőpróbája 1984-ben, egy QF–102 Delta Dagger célrepülőgép ellen. Bár a rakétában még nem volt robbanótöltet (helyén az adatok továbbítását végző telemetriai rendszer volt), a telitalálat miatt a célrepülőgép megsemmisült.

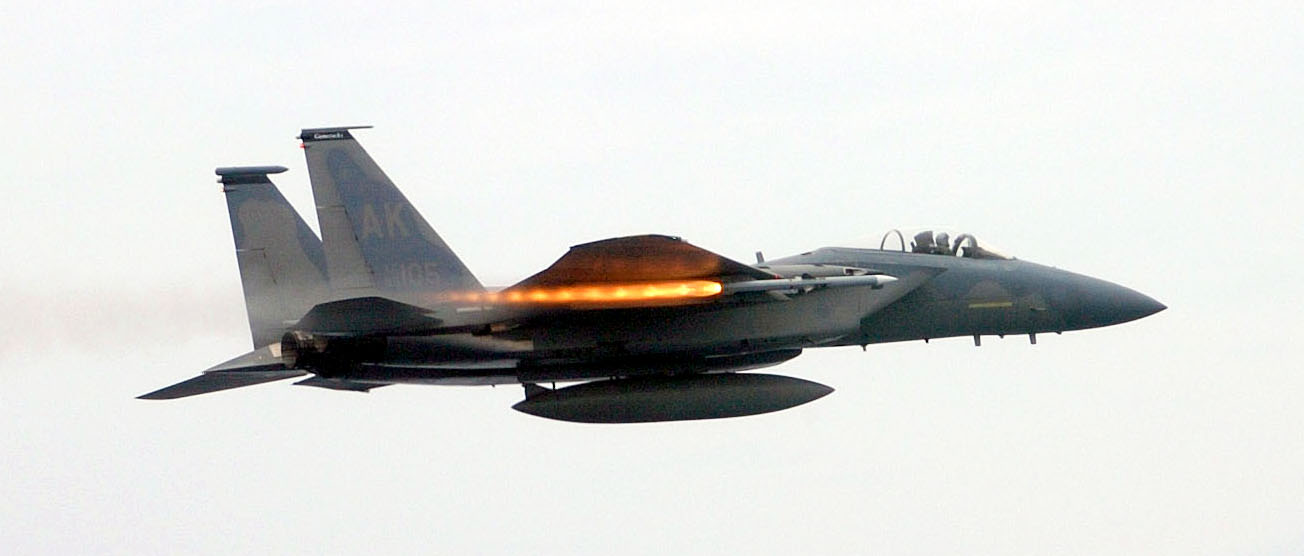
AIM–120C indítása amerikai F–15C-ről

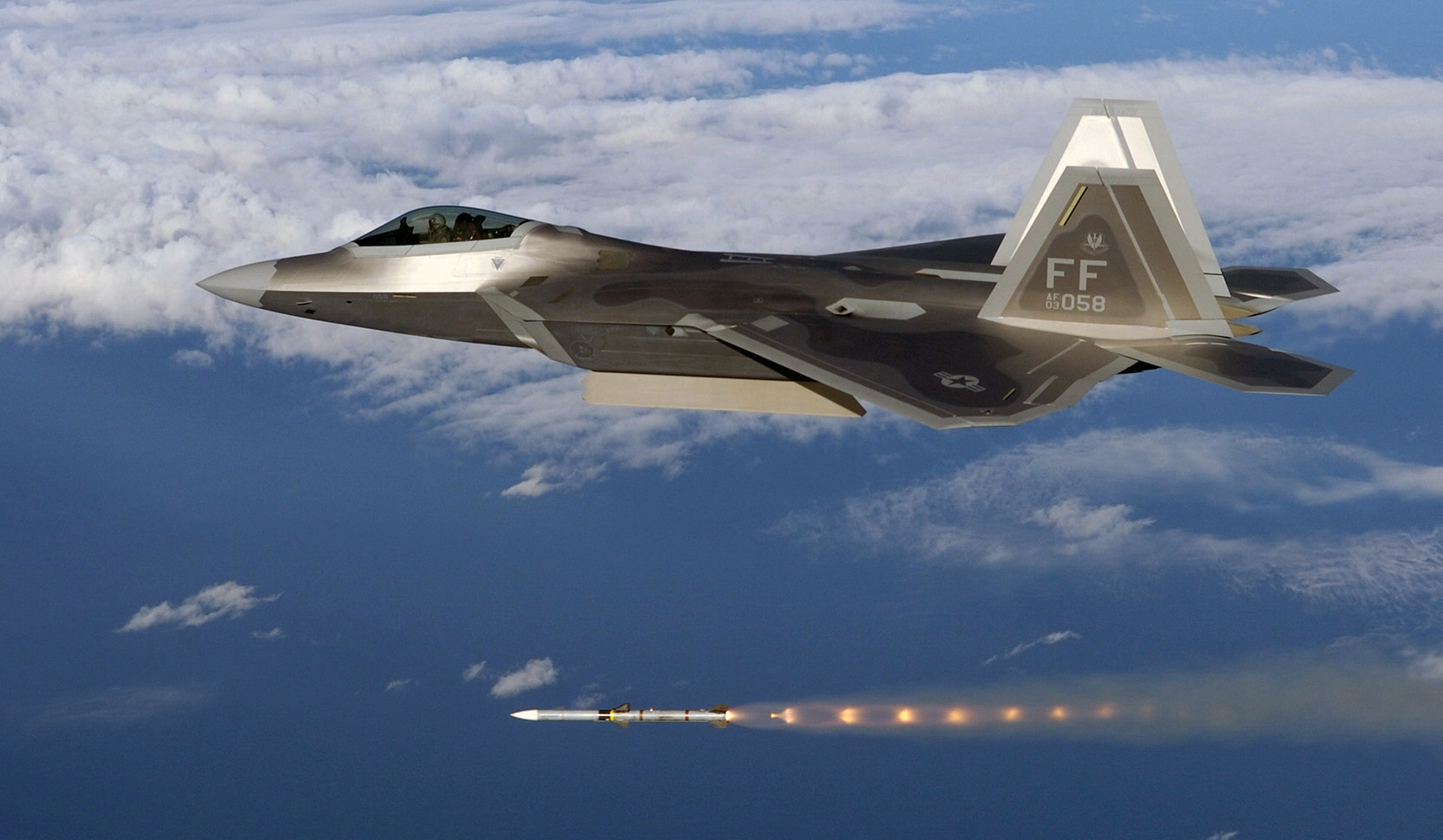
AMRAAM indítása F–22-esről. Az AVEL indítóberendezés a gép törzsétől a rakétát messzire ellökte.

A NATO-tagországok közötti megállapodás szerint a NATO tagállamaiban alkalmazott közepes hatótávolságú levegő-levegő rakétát (AMRAAM) az Egyesült Államok, a rövid hatótávolságú levegő-levegő rakétát (ASRAAM, azaz Advanced Short Range Air to Air Missile – fejlett kis hatótávolságú levegő-levegő rakéta) Nagy-Britannia (British Aerospace Dynamics Group) és az NSZK (Bodenseewerke Gerätetechnik) közösen fejlesztették volna ki. Franciaország nem vett részt a munkában, külön fejlesztette ki saját rakétafegyvereit, a Matra R550 Magic kis hatótávolságú és a Super R530 közép-hatótávolságú légiharc-rakétáját.

## Hordozó repülőgépek

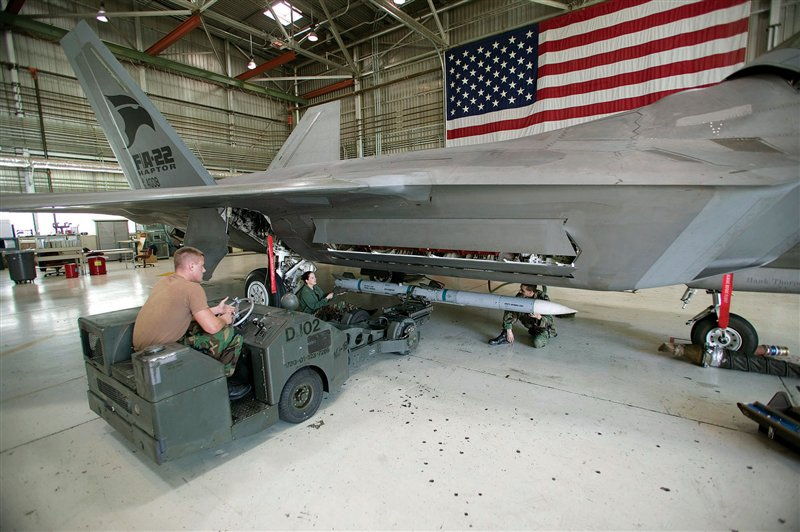
AIM–120D függesztése F–22 Raptor belső fegyverterébe

Az Egyesült Államokban az AMRAAM-mal váltották fel az AIM–7 Sparrow típusú, közepes-hatótávolságú levegő-levegő rakétát, mellyel az USAF F–15 Eagle és F–16 Fighting Falcon, valamint az USN F–14 Tomcat és F/A–18 Hornet típusú repülőgépei voltak felszerelve, de az új F–22 Raptor és az F–35 Lightning II vadászbombázók fegyverzetében is megtalálható. A RAF az AMRAAM-ot a Tornado F2 és F3, valamint az Eurofighter, a Brit Királyi Haditengerészet Sea Harrier, a Luftwaffe az F–4F Phantom II repülőgépein állította hadrendbe is. A rakéta emellett több más vadászrepülőgépre függeszthető, ilyen például az F–5 Tiger II, a svéd JA 37 Viggen és a JAS 39 Gripen, a kínai JF–17 Thunder. Tervezik rendszeresítését az indiai Tejas vadászbombázón is.
Az AIM–9 Sidewinder, az AIM–132 ASRAAM, az angol Sky Flash és az AMRAAM rakéták számára a Hughes Aircraft közös indítósínt fejlesztett ki, ez a (magyar Gripeneken is rendszerben álló) CRL (Common Rail Launcher, azaz „közös indítósín”), de az AMRAAM, megegyező geometriája miatt függeszthető a Sparrow rakéták indítóberendezéseire is, úgy a szárny alatti indítósínekre, mint a Panavia Tornado, az F–4, az F–14 és az F–15 törzsbe süllyesztett indítóberendezéseibe.
Az F–22 Raptoron a rakétákat a törzsben kialakított két középső, nagyobb fegyvertérbe függesztik, a LAU–142/A AVEL (AMRAAM Vertical Eject Launcher – AMRAAM Függőleges Kilövő Indítósín) berendezésre, ez biztosítja a rakéta megfelelő eltávolodását a repülőgéptől akár 100°/másodperc sebességgel végzett elfordulás esetén is. Az indítósínt hidraulikus és pneumatikus munkahengerekkel egy rombusz alakú mechanizmus előre és lefelé kidobja, mintegy 40 g gyorsulással 8 m/s függőleges sebességre gyorsítva azt. A sín végén deflekort helyeztek el, amely a rakéta égéstermék-gázait lefelé eltereli, hogy azok ne okozzanak kárt a fegyvertérben.
Az AMRAAM-ot légvédelmi rakétaként, két fegyverrendszer részeként is alkalmazzák. A Raytheon által gyártott SLAMRAAM (Surface Launched AMRAAM – felszíni indítású AMRAAM) rendszer egy Hummer terepjáróra szerelt ötsínes indítóberendezés, rádiólokátort nem tartalmaz. A norvég Kongsberg a NASAMS (Norwegian Advanced Surface-to-Air Missile System – norvég fejlett légvédelmi rakétarendszer) vontatott utánfutókra szerelt hatos indítóberendezéseket tartalmaz.

## Szerkezeti felépítés és tervezési sajátosságok
Az AMRAAM-nak ugyanaz a felépítése, mint az AIM–7 Sparrownak, vagyis a hossza 3670 mm, a törzsátmérője 178 mm. Tömege csak 148 kilogramm, míg a Sparrow 235 kg. Az AMRAAM teljesen önirányított (autonóm), szuperszonikus sebességű rakéta. Szilárd hajtóanyagú, csökkentett kormányfelülettel, acélszerkezettel.
Az indító repülőgép szükség esetén rádió-összeköttetés segítségével pályamódosítást tud végrehajtani. Az elfogás végső fázisában a rakétát egy automata irányítású aktív lokátor (Hughes Aircraft és Watkins Jonson Co) irányítja. A rakéta 23 kilogrammos robbanófejjel van ellátva. Az AMRAAM első indítását 1984 tavaszára, rendszerbe állítását 1986-ra tervezték.

## Típusváltozatok

### AIM–120A
1988-tól gyártott alapváltozat.

### AIM–120B
1994-től gyártott változat, új, WGU–41/B irányítórendszerrel, melynek vezérlő szoftvere EPROM-on van tárolva, és átprogramozható a CFMRE (Common Field-level Memory Reprogramming Equipment, angolul Közös Csapatszintű Memória-Újraprogramozó Felszerelés) berendezéssel.

### AIM–120C
A P3I (Pre-Planned Product Improvement, angolul Előre Tervezett Termékfejlesztés) továbbfejlesztési program nyomán létrejött, 1996-tól gyártott változat fő külső ismérve a szárnyak és a vezérsíkok külső részének levágása, így a fesztávolság csökkentése, ami lehetővé tette, hogy a rakéta beférjen az ötödik generációs vadászrepülőgépek (F–22, F–35) belső fegyverterébe. Irányító berendezése a WGU–44/B típusú.

#### AIM–120C–4
1999-től gyártott változat, továbbfejlesztett, WDU–41/B robbanótöltettel.

#### AIM–120C–5
A 2000 júliusától gyártott rakéta új, rövidebb, WCU–28/B irányítóberendezést kapott, így az új, WPU–16/B rakétahajtómű hossza megnőhetett, nagyobb hatótávolságot eredményezve.

#### AIM–120C–6
Korszerűbb TDD (Target Detection Device) berendezéssel gyártott változat.

#### AIM–120C–7
A 2006-tól szállított változat nagyobb hatótávolsággal és zavarvédettséggel rendelkezik.

### AIM–120D
Az eredetileg AIM–120C–8 nevű változat 50%-kal nagyobb hatótávolsággal, kétirányú adatbusszal és GPS-sel kiegészített navigációs rendszerrel rendelkezik.

### AMRAAM-ER
Az AMRAAM-ER a NASAMS légvédelmi rendszer számára kifejlesztett, megnövelt hatósugarú légvédelmi változat. Az AMRAAM rakéta aktív radaros rávezető egységét és harci részét valamint a hadihajókon alkalmazott ESSM (Evolved Sea Sparrow Missile) légvédelmi rakéta hajtóművét "összeházasítva" éri el nagyobb: mintegy 40-50 kilométeres hatótávolságát. (A hagyományos kialakítású AMRAAM rakéták hatótávolsága földről indítva csupán 20-30 km közé tehető.)

## Harci alkalmazása
Az AMRAAM a világ egyik legelterjedtebb és legsikeresebb légi célok elleni rakétája, amelyet mintegy 40 ország hadereje rendszeresített. Több mint 4900 gyakorló rakétaindítás hajtottak végre vele, továbbá éles légi harcban 13 győzelem fűződik a nevéhez.
Napjainkban a légvédelmi alkalmazása is egyre inkább számottevő: az Ukrajnának szállított NASAMS légvédelmi rendszer részeként 2022 novembere és 2023 áprilisa között több mint 100 légi célt semmisítettek meg AMRAAM rakétákkal. 

## Megrendelők

### Magyar Légierő
A JAS 39 Gripenekhez 2004-ben 40 darab AIM–120C–5-ös éles rakétát (ezek darabára 530 004 USD volt) és 10 darab gyakoroló CATM–120-ast (ára 32 328 USD) vásároltak, a szerződés összértéke 25 389 904 USD volt.
Magyarország 2020 augusztusában 120 darab AIM-120C7 AMRAAM rakétát vásárolt, amelyeket a Gripenek a NASAMS légvédelmi rendszerrel közösen fogják használni.

### Egyesült Arab Emírségek Légiereje
F–16C-ihez 224 darab AIM–120C–7 rakétát vásárolt, 2011-12-es szállítással.

### Jordán Királyi Légierő
F–16A-ihoz 50 AIM–120C rakétát rendelt 2004-ben, 39 millió USD-ért.

### Török Légierő
Ukrán Légierő – a támogatásként kapott NASAMS légvédelmi rendszerekhez lettek AMRAAM rakéták rendszeresítve

## Lásd még
- R–77
- Mica
- MDBA Meteor
- Rafael Derby